# ピーター・ジェニングス
ピーター・チャールズ・ジェニングス(Peter Charles Jennings, 1938年7月29日 - 2005年8月7日)は、アメリカ合衆国のニュースキャスター。1960年代から2000年代までABCネットワークのニュース・アンカーを務めた。

## 経歴
カナダのトロント生まれ。父親のチャールズがカナダ放送協会（CBC）にアナウンサーとして勤務(のち副社長になった)していたこともあり、CTVでラジオニュースの手伝いを始めた。これが振り出しとなり、CTVで初めてのテレビニュースのキャスターに選ばれる。
1964年のアメリカ大統領選挙取材のときにABCニュース幹部の目に留まり、ABCに移籍。また、ABCは当時伸び悩んでたニュース部門の起死回生をはかるための賭けとして、フレッシュで容姿端麗の彼を1965年に26歳にして夕方のニュース番組「Jennings with the News」キャスターに抜擢するも、経験の無さ（ピーターの最終学歴は高校中退）とアメリカ人の嫌うカナダ訛りの英語が災いし、ニュースアンカーとして既に高名だったCBSのウォルター・クロンカイトや、NBCのチェット・ハントリーとデヴィッド・ブリンクリーらを相手に視聴率でかなわず3年も経たずして番組を降板。
1970年代は海外を中心に取材活動を行い、アメリカのテレビニュース初の中東支局の開設に立ち会う。ミュンヘンオリンピック事件では、ABCがミュンヘンオリンピックを放送していたこともあり、事件現場からいち早く伝えた。海外取材の経験が彼の考えを支えたという。
その後、1978年以来World News Tonightのアンカーを務め、1983年から2005年4月まで単独でアンカーを務めた。2005年4月5日の放送で、肺癌をわずらっていることを公表。療養の為に休暇をとることとしたが、8月7日(日)、ニューヨークで死去。67歳であった。4度の結婚歴があり、子供が2人いた。
アメリカ同時多発テロ事件の際、アメリカ中が保守・愛国心に傾倒していくなかで、冷静を保った報道姿勢が「ピーターはカナダ人だから他人事みたいに報道している」と非難の的となり、このバッシングが原因でアメリカに帰化をした。また1980年代から禁煙をしていたが、上記のバッシングのせいで強いストレスを受け再び喫煙するようになり、この出来事が肺癌を発症したきっかけになったのではないかと噂された。